# Jenisejské jazyky
Jenisejská jazyková rodina je nevelká skupina sibiřských jazyků, do níž dnes patří poslední živý jazyk: ketština. Příbuzná jughština vymřela během 20. století, jazyky jižní větve již během 18. a 19. století.
Jenisejské jazyky jsou příbuzné indiánské jazykové rodině na-dené, rozšířené především na severozápadě Severní Ameriky, a tvoří společně rodinu dené-jenisejskou. Spekuluje se o vztazích s rodinou sinotibetskou a severokavkazskou, s níž by mohly tvořit širší rodinu dené-kavkazskou, tato hypotéza však není šířeji přijímána.

## Dělení
- severní
  - ketština (100–500 mluvčích v Turchanském a Bajkijském okrese na středním toku Jeniseje)
  - jughština (†) (symská ketština, posledních několik mluvčích v 90. letech 20. století)
- jižní (vymřela v 18. a 19. století)
  - kottsko-assanské jazyky (†)
    - kottština (†)
    - assanština (†)

  - arinsko-pumokolské jazyky (†)
    - arinština (†)
    - pumpokolština (†)